# Von Gerber
von Gerber är en tysk uradelssläkt från Lübeck. Släkten kom till Sverige år 1789 genom Carl Wilhelm Daniel von Gerber över Pommern. De tidigast kända släktmedlemmarna är bröderna Johan Gherwer och Henrik Gherwer ca. 1335. Trumslagaren Fredrik von Gerber samt skådespelerskan Elisabeth von Gerber är båda stammande från denna släkt.